# Asano Naganori
Asano Naganori (浅野 長矩?; Edo, 28 settembre 1667 – 21 aprile 1701) fu un daimyō giapponese del periodo Edo, capo del clan Asano e signore del dominio di Akō. Il suo seppuku portò alla vendetta dei quarantasette ronin.

## Biografia
Naganori nacque a Edo nel 1667, figlio maggiore di Asano Nagatomo. La sua famiglia era un ramo del clan Asano il cui lignaggio principale si trovava a Hiroshima. Suo nonno Naganao fu nominato daimyō del feudo di Akō dal valore di 50.000 koku. Dopo la morte di Naganao nel 1671, Nagatomo gli succedette, ma morì dopo tre anni nel 1675. Naganori succedette quindi al padre all'età di nove anni. Nel 1680 venne nominato Takumi no kami, in riferimento alla carica nominale di intendente alla carpenteria presso la corte shogunale di Edo.
Quale daimyō di un piccolo feudo, fu nominato più volte in uffici secondari temporanei dello shogunato Tokugawa. Nel 1683 fu nominato per la prima volta quale uno dei due funzionari per ospitare gli emissari dalla corte imperiale dello Shogunato. Fu questa la prima volta che incontrò Kira Yoshinaka, kōke di alto rango, quale capo delle questioni cerimoniali dello shogunato, che istruiva i funzionari sulle modalità di ospitare i nobili di Kyoto.
Nel 1694 si ammalò seriamente. Non aveva figli e quindi nessun erede in quel momento poteva prendere il suo posto. Quando un daimyō moriva senza un erede determinato rischiava la confisca del feudo, l'abolizione del clan e che i suoi samurai divenissero rōnin. Per evitare tali disgrazie adottò suo fratello minore Asano Nagahiro il quale fu accettato come suo erede dallo shogunato.
Nel 1700 Yoshinaka visitò Akō e si aspettava da Naganori dei regali per dargli istruzioni sulle regole da mantenere durante le visite dei nobili di Kyoto. Naganori non fu disposto a sottomettersi a tale usanza e si astenne da dare qualsiasi regalo. Yoshinaka, profondamente offeso, non risparmiò in futuro umiliazioni a Naganori. Un giorno arrivò al punto di rimproverarlo gravemente in pubblico nel corridorio dei pini del castello di Edo; Naganori perse la pazienza e, estraendo la piccola spada (wakizashi) che portava nella cintura, colpì Yoshinaka ferendolo alla fronte.

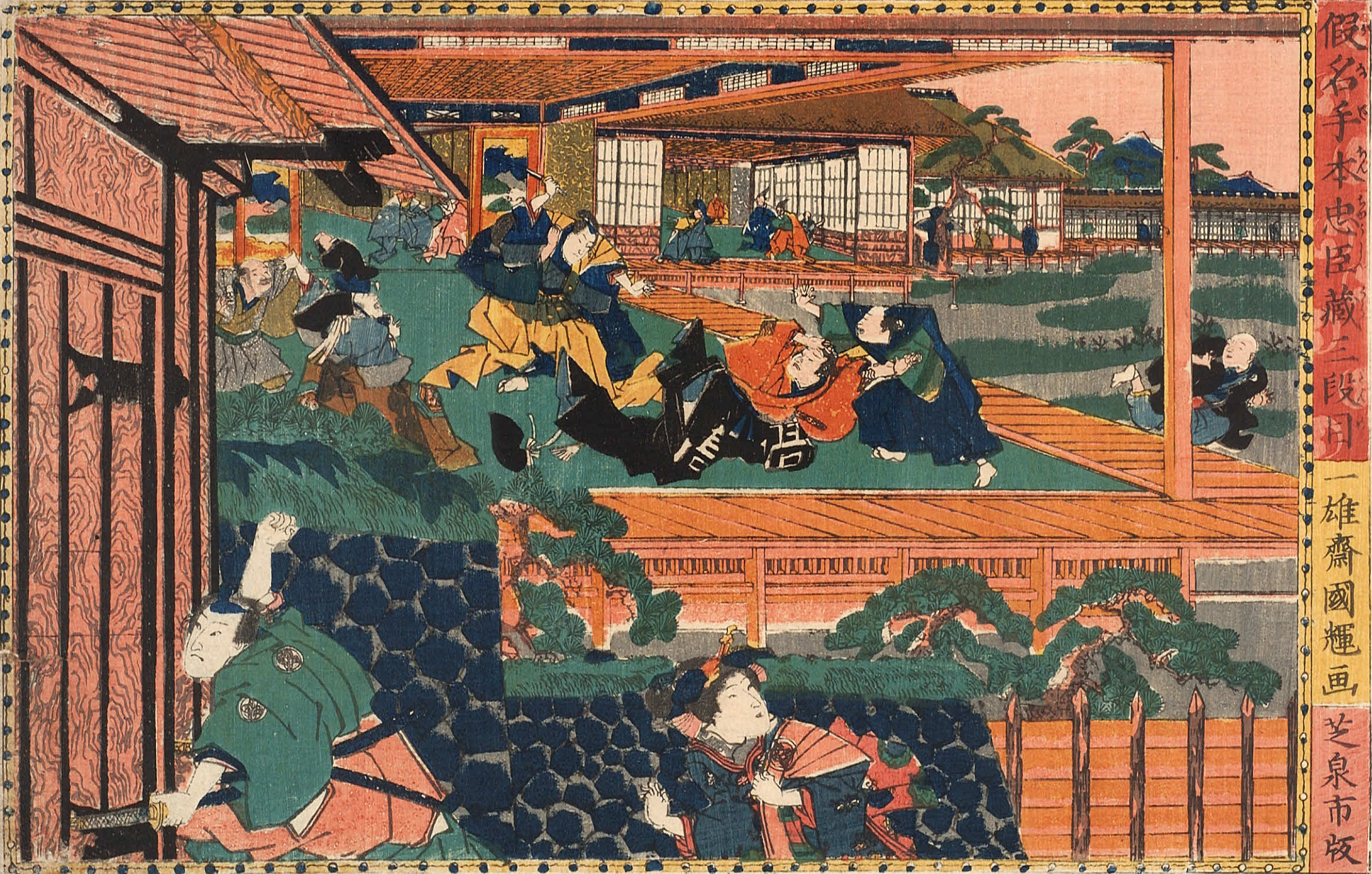
Ukiyo-e rappresentante l'assalto di Naganori a Yoshinaka

Gli astanti si affrettarono a separare gli avversari; ma lo shōgun Tokugawa Tsunayoshi fece immediatamente arrestare Naganori per bandirlo a Ichinoseki (Mutsu), nel castello di Tamura Nobuaki. Fu in quel luogo che Tsuchiya Masanao lo invitò ufficialmente a commettere seppuku.
Il giorno della sua morte Naganori scrisse la sua poesia:
浅野 長矩 風 さ そ う 花 よ り も / な お 我 は ま た / 春 の 名 残 を / い か に と や せ ん」?
"kaze sasou hana yori mo / nao ware ha mata / haru no nagori wo / ika ni toyasen."
"Più che i fiori di ciliegio,
Invitando un vento a soffiarli via,
Mi chiedo cosa fare
Con la primavera rimanente".
Fu sepolto presso il tempio Sengaku-ji.

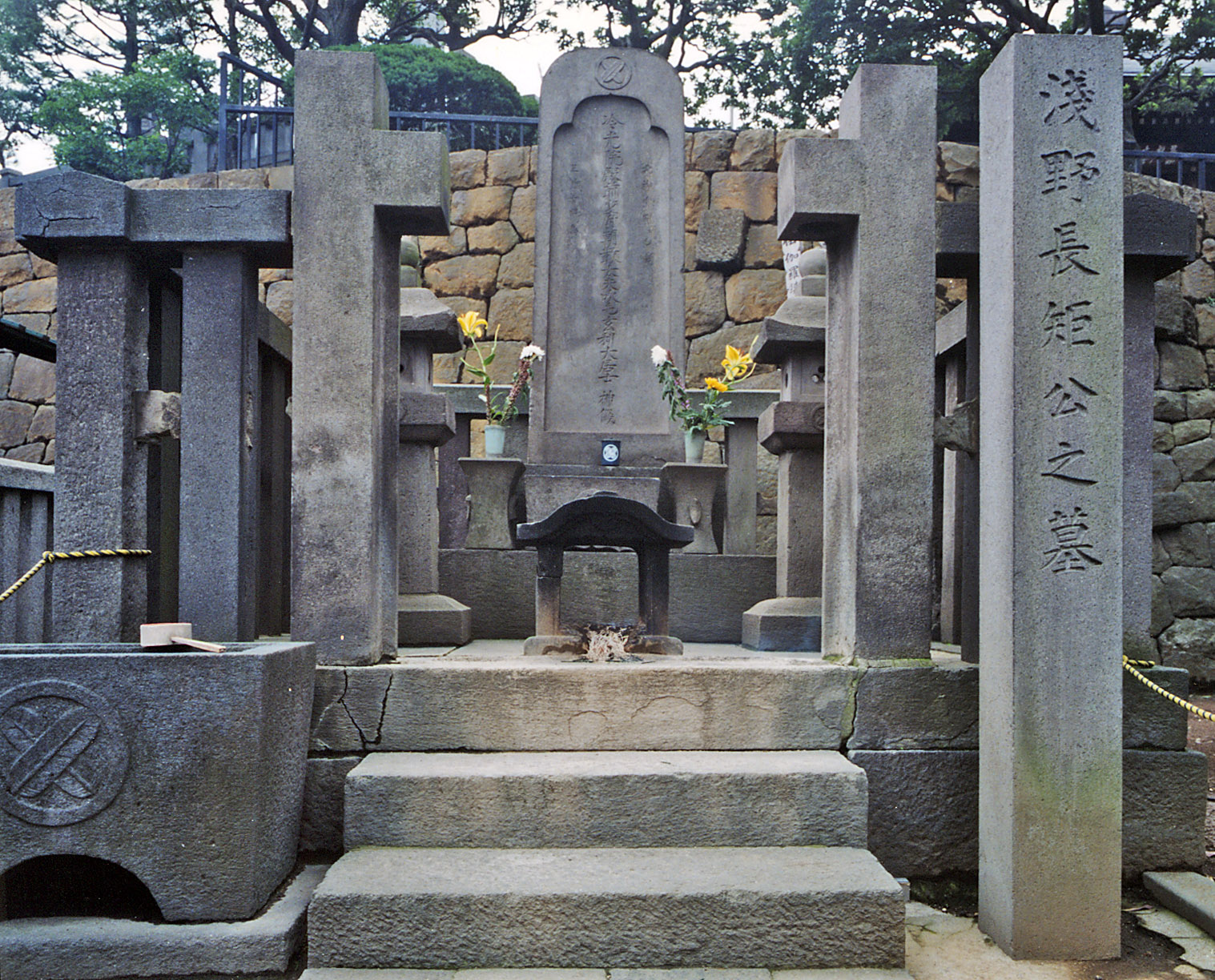
Tomba di Asano Naganori presso il santuario di Sengaku-ji

Il clan Asano venne espropriato dei suoi domini. Due anni dopo 47 samurai del clan vendicarono il loro padrone uccidendo Yoshinaka nella sua stessa casa.
Oggi un pilastro in suo onore si innalza nel quartiere di Shinbashi, Tokyo.